# Jan Joest van Calcar
Jan Joest van Calcar, född 1455–1460 och död 1519 i Haarlem, var en holländsk konstnär.
Calcar stammade från Haarlem, men fick sin verksamhet i Kalkar och utförde bland annat en serie bilder till högaltaret i Nikolauskyrkan där. Calcar var såväl målare, tecknare som skulptör. Han gick också under namnen Johannes Jodoci och Juan de Holanda.